# Youssef Selim
Youssef 'Amru Ezzat Said Ahmad Selim (in arabo يوسف عمرو عزت سيد أحمد سليم‎?; Il Cairo, 14 dicembre 1997) è un tuffatore egiziano.

## Biografia
Ha rappresentato la nazionale egiziana ai Giochi olimpici di Rio de Janeiro 2016 nel concorso dei tuffi dal trampolino 3 metri.